# Де Веккис, Мауро
Мауро Де Веккис (итал. Mauro De Vecchis; 20 октября 1967 года) — итальянский футбольный тренер.

## Биография
Свою тренерскую команду начинал в академии «Лацио», где Де Веккис долгое время работал с юношескими командами. Затем он тренировал различные итальянские любительские коллективы. В 2005—2006 годах специалист был главным тренером сборной Папуа — Новая Гвинеи по футболу. Позднее итальянец руководил албанскими клубами Суперлиги «Камза» и «Бюлис».